# SHINPEI
SHINPEI (シンペイ、1981年5月11日 - ) は、日本のギタリスト、シンガーソングライターであり、BREAKERZのギタリストである。本名は井上 慎平 (いのうえ しんぺい)。愛称はシンピー。
京都府出身。所属芸能事務所はZAIN ARTISTS。所属レコード会社はビーイング、所属レーベルはZAIN RECORDS 。

## 略歴
- 中学入学後まではサッカーに熱中するが、文化祭で先輩のバンドが演奏するB'zやGLAYの曲を聴き、ギター演奏に目覚める。神奈川県立港北高等学校入学後[1]、2年生の進路相談時点ではすでにギタリストへの道を決めていたという[2]。
- 2000年、音楽学校メーザー・ハウス ギター科入学、2003年卒業[3][4]。在学中には中学時代から大ファンであった松本孝弘 (B'z) の音楽のルーツをたどり、マイケル・シェンカーやゲイリー・ムーアなど、アメリカンロックやブルースのテクニカルなギタリストの音楽に出会う。その後はグリーン・デイ、Sum 41などのパンク・ロックにも興味を持つようになった[2]。
- 2002年、LoveLetterPunkを掲げるバンド・SummerSol.10 (サマーソルト) を結成。渋谷・下北沢のライブハウスを中心に活動を開始する。土・日曜日には代々木公園やみなとみらいでストリートライブも行った。
- 2005年3月、下北沢のライブハウス屋根裏でのステージを最後にSummerSol.10を解散する。この間、インディーズでアルバム1枚とシングル2枚をリリースした。
- 松本孝弘が立ち上げた弦楽器奏者のためのレーベル・House Of Stringsのオーディションに応募した際にデモテープがスタッフの目に止まり、上木彩矢、真中潤などビーイング系アーティストのサポートギターとしての活動を行うようになる[5]。
- 2006年にビーイング系インディーズアーティストの携帯着うたフル配信サイト・インディライズから、ソロインストアルバム『Hybrid Guitar Sound』をリリース。収録曲は尊敬する松本孝弘に敬意を払った「Respect TAK」「Respect TAK 2」「Respect TAK 3」であったが、その後はサイトの運営終了に伴い配信終了している。
- 2006年10月頃にソロ歌手として活動していたDAIGOと出会い、2007年にAKIHIDEを加えた3人でBREAKERZを結成。詳細は各人の項目を参照。
- 2013年2月27日、NHKホールにて行われた全国ツアー「BREAKERZ LIVE TOUR 2013 "BEST" -HALL COLLECTION-」追加公演の終演後にソロ活動を開始することを発表し、MUSCLE ATTACKを結成する。

## 人物
- 身長178cm。体重65kg。血液型はAB型。好きな食べ物はカレーライスなど。
- DAIGOとは、プライベートでも買い物などに行く仲である。
- 日頃の筋力トレーニングを欠かさず、鍛え上げられた肉体を持つ。筋トレはやった分だけ成果が上がることが楽しく、ギターの練習にも共通するものがあるという[2]。
- 自らを律して整えた身体とルックス、ロックテイストを押し出したファッションを好む一面とは裏腹に、家事全般が得意な「女子力」の高さを見せる。自身のブログでは、料理や収納術、掃除術などを披露している[6]。また「収納王子」ことコジマジックを尊敬しているという[7]。アマチュア時代に調理師免許を取得したうえ、ダイエット検定1級 (プロフェッショナルアドバイザー)・2級 (生活アドバイザー)[8]、整理収納アドバイザー1級・2級・2級認定講師[9]など多くの資格を保有している (他に食生活アドバイザー、住空間収納プランナー、収納検定、アロマテラピー検定、日本赤十字社救急法、ジュニア洗濯ソムリエなど)。そのギャップの面白さから、『有吉反省会』や『バイキング』、『あのニュースで得する人損する人』などのテレビ番組にも出演する[2]。
- 高校時代の同級生に弁護士の友人がおり、異なる世界にも知見を広めようと努めている[10]。
- メーザー・ハウス在学時には遅刻や欠席をしたことが一度も無く、逸話になっているという[11]。
- メーザー・ハウス時代に好んだギタリストは上記の他、ヴァン・ヘイレンやヌーノ・ベッテンコート (エクストリーム)、スティーヴィー・レイ・ヴォーン、ラリー・カールトンなどであり、かなりテクニカルな演奏を志向していたとされる[2]。
- 使用するギターはBREAKERZではSUGI、MUSCLE ATTACKではエクスプローラーがメインである[2]。

## ディスコグラフィ

### 楽曲提供
編曲
- ル・クルーゼ ga-chi-de DAIGO「黒い薔薇のかほり」- アルバム『発表!知らなきゃイケない!?最新ワード展覧会』収録 (2010年5月12日)
- DAIGO「ジェラルミン」- アルバム『DAIGOLD』収録 (2014年3月5日)
- DAIGO「CHANGE !!」- シングル『CHANGE !!/心配症な彼女』収録 (2014年9月10日)
- RY's「サマー・トレジャー」- シングル『サマー・トレジャー/きっとこれが恋ね』収録 (2019年8月28日)

## 出演

### テレビ
- 有吉反省会（2015年2月1日[12]、2019年4月3日[13]、日本テレビ系）
- バイキング（2015年2月25日、3月4日、フジテレビ系） - 水曜コーナー「お助け! SHINPEIマン」を担当[14]。
- あのニュースで得する人損する人（2016年9月8日 - 、日本テレビ系） - 得損ヒーローズ「得弁ライダー」[15]
- 高見沢俊彦の美味しい音楽 美しいメシ（2024年4月19日、8月16日・23日、BS朝日）[16][17]

### ラジオ
- BREAKERZ SHINPEIの「筋肉の乱れは心の乱れ（2017年4月16日 - 2019年10月3日、FM小田原・まえばしCITYエフエム）
- 太田胃散 presents DAIGOのOHAYO-WISH!!（2020年12月13日、2021年11月28日、12月5日、TOKYO FM）
- E-ne!〜good for you〜（2021年2月10日、Fm yokohama）

### ネット配信
- NoGoD 団長×BREAKERZ SHINPEI ライブ配信（2021年2月18日、3月10日、I-O DATA 公式YouTubeチャンネル）
- やまだひさしの「レビューdeプレビュー（2021年5月18日、5月28日、I-O DATA 公式YouTubeチャンネル）
- GACKTと一緒に家呑み!!（2021年8月7日、GACKT公式ニコニコ生放送チャンネル）

## ライブ

### 単独ライブ
| 年     | タイトル                          | 日程・会場                              | ゲスト |
| ------ | --------------------------------- | --------------------------------------- | ------ |
| 2019年 | SHINPEI SOLO LIVE 〜Roots〜       | 05月12日 神奈川・新横浜Strage           | なし   |
| 2019年 | SHINPEI SOLO LIVE 〜Roots〜 vol.2 | 11月10日 東京・六本木C*LAPS             | なし   |
| 2020年 | SHINPEI SOLO LIVE 〜Roots〜 vol.3 | 08月23日 オンラインライブ               | Jessy  |
| 2020年 | SHINPEI SOLO LIVE 〜Roots〜 vol.4 | 12月12日 神奈川・新横浜NEW SIDE BEACH!! | M&M    |
| 2022年 | SHINPEI SOLO LIVE 〜Roots〜 vol.5 | 11月13日 東京・二子玉川GEMINI Theater   | M&M    |

### 出演イベント
| 年     | タイトル                                     | 日程・会場                      | 共演              |
| ------ | -------------------------------------------- | ------------------------------- | ----------------- |
| 2019年 | [The Soloist #1]                             | 11月03日 東京・渋谷Club Malcolm | 宮川依恋 / 涼木聡 |
| 2021年 | M&M 配信LIVE vol.3 〜MAKOTO Birthday Party〜 | 02月03日 オンラインライブ       | M&M               |
| 2021年 | Jessy Birthday ONLINE LIVE                   | 03月28日 オンラインライブ       | Jessy / Pey ling  |